# Dorosomatidae
Famille
Les Dorosomatidae sont une famille de poissons de l'ordre des Clupeiformes qui se rencontrent dans tous les milieux depuis l'eau douce jusqu'à l'eau de mer..

## Liste des genres
Selon World Register of Marine Species (18 janvier 2025) :
- Amblygaster Bleeker, 1849
- Anodontostoma Bleeker, 1849
- Clupanodon Lacepède, 1803
- Congothrissa Poll, 1964
- Dorosoma Rafinesque, 1820
- Escualosa Whitley, 1940
- Ethmalosa Regan, 1917
- Gonialosa Regan, 1917
- Gudusia Fowler, 1911
- Harengula Valenciennes, 1847
- Herklotsichthys Whitley, 1951
- Hilsa Regan, 1917
- Konosirus Jordan & Snyder, 1900
- Laeviscutella Poll, Whitehead & Hopson, 1965
- Lile Jordan & Evermann, 1896
- Limnothrissa Regan, 1917
- Microthrissa Boulenger, 1902
- Nannothrissa Poll, 1965
- Nematalosa Regan, 1917
- Odaxothrissa Boulenger, 1899
- Opisthonema Gill, 1861
- Pellonula Günther, 1868
- Platanichthys Whitehead, 1968
- Poecilothrissa Regan, 1917
- Potamothrissa Regan, 1917
- Rhinosardinia Eigenmann, 1912
- Sardinella Valenciennes, 1847
- Sierrathrissa Thys van den Audenaerde, 1969
- Stolothrissa Regan, 1917
- Tenualosa Fowler, 1934
- Thrattidion Roberts, 1972

## Systématique
Le nom valide complet (avec auteur) de ce taxon est Dorosomatidae Gill, 1861.
Pour l’INPN, cette famille est à attribuer à Bleeker en 1872.
Dorosomatidae a pour synonyme :
- Dorosomatinae Gill, 1861

### Étymologie
La famille des Dorosomatidae reprend l'étymologie du genre Dorosoma qui dérive du grec ancien δόρατος (dóratos), génitif de δόρυ (dóry), « lance ou épieu », et fait référence à la forme élancée du corps de l'espèce Dorosoma notata (désormais classée sous le taxon Dorosoma cepedianum) et dont le corps va en se rétrécissant vers la queue.